# Veyvah (Lhaviyani-Atoll)
Veyvah (ވޭވަށް) ist eine unbewohnte Insel des Faadhippolhu-Atolls (Lhaviyani Atolhu) im Norden des Inselstaates Malediven in der Lakkadivensee des Indischen Ozeans.

## Geographie
Die Insel liegt im Westen des Atolls südlich von Naifaru.